# John Telemachus Johnson
John Telemachus Johnson (* 5. Oktober 1788 in Great Crossings, Scott County, Kentucky; † 17. Dezember 1856 in Lexington, Missouri) war ein US-amerikanischer Politiker aus dem US-Bundesstaat Kentucky. Er war der Bruder von Richard Mentor Johnson und James Johnson sowie der Onkel von Robert Ward Johnson.

## Werdegang
John Telemachus Johnson ging einem Vorbereitungsstudium nach und besuchte die Transylvania University in Lexington. Anschließend studierte er Jura, wurde 1809 als Anwalt zugelassen und begann dann in Georgetown zu praktizieren. Während des Britisch-Amerikanischen Krieges von 1812 war er als Berater von General William Henry Harrison tätig.
Nach dem Krieg entschied er sich eine politische Laufbahn einzuschlagen. Er kandidierte für einen Sitz im Repräsentantenhaus von Kentucky, wo er nach erfolgreicher Wahl noch vier weitere Amtszeiten diente. Ferner wurde er als Mitglied der Demokratisch-Republikanischen Partei in den 17. US-Kongress gewählt, sowie als Jackson Democract in den 18. US-Kongress wiedergewählt, wo er vom 4. März 1821 bis zum 3. März 1825 tätig war. Während dieser Zeit war er Vorsitzender des Committee on the Post Office and Post Roads (18. US-Kongress). Er entschied sich 1824 nicht noch einmal für eine Wiederwahl aufzustellen. Johnson wurde am 20. April 1826 zum Richter am Berufungsgericht ernannt und verblieb dort bis zum 30. Dezember 1826. Ferner war er für einige Jahre als Pastor der Christian Church tätig. Danach wurde er Redakteur vom Christian Messenger 1832, vom Gospel Advocate 1835, sowie vom Christian 1837. Ferner spielte er 1836 eine entscheidende Rolle bei der Gründung des Bacon College in Georgetown.
John T. Johnson verstarb am 17. Dezember 1856 in Lexington und wurde auf dem Lexington Cemetery beigesetzt.